# Meidlinger Kaserne

Meidlinger Kaserne und ehemaliges Landesgendarmeriekommando für Niederösterreich

Die Meidlinger Kaserne in Wien, früher offiziell: Meidlinger Trainkaserne, in Teilen zwischenzeitlich Heckenast-Burian-Kaserne, heute Kommandogebäude Heckenast-Burian, wurde 1904 bis 1906 an der Adresse 12., Ruckergasse 62, errichtet. Sie bot Platz für 600 Soldaten und 400 Pferde sowie 1175 Fuhrwerke. Außerdem waren hier drei Reitschulen (eine gedeckt und zwei offen) untergebracht.

## Geschichte

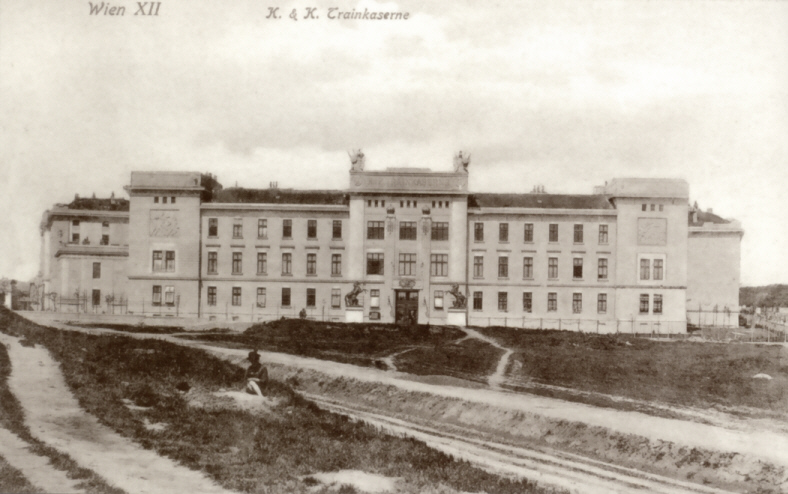
Postkarte der Meidlinger Trainkaserne um 1904

Der Bau wurde im Zuge der so genannten Kasernentransaktion als Ersatz für die Holzhofkaserne und die Fuhrwesenkaserne  veranlasst. Erbaut wurde die in zwei Gruppen geteilte Kaserne (Stabsgebäude an der Ruckergasse sowie Mannschafts-, Stall- und Depotgebäude) von Wenzel König als Baumeister. Berichten zufolge fiel diesem Bau der letzte Weingarten von Wien-Meidling zum Opfer. Das Areal befindet sich in geringer Entfernung vom Bahnhof Wien Meidling (S-Bahn Wien, Südbahn).
In der Zwischenkriegszeit war hier das Bundesheer einquartiert und während der NS-Zeit die Wehrmacht. Während der Besatzungszeit (1945–55) nutzte die British Army das Areal.
1955 wurde die Kaserne zweigeteilt: Den Ostteil an der Ruckergasse erhielt das Landesgendarmeriekommando Niederösterreich, den Westteil erhielt das Bundesheer. Dieses benannte seinen Teil 1966 in „Heckenast-Burian-Kaserne“ um, nach zwei im Widerstand tätig gewesenen Offizieren des österreichischen Bundesheers beziehungsweise der deutschen Wehrmacht, die von den Nationalsozialisten ermordet worden waren. Seit 1991 wurde die Heckenast-Burian-Kaserne als „Amtsgebäude Schwenkgasse“ geführt. 2010 wurde das Amtsgebäude Schwenkgasse in „Kommandogebäude Heckenast-Burian“ umbenannt und dort auch eine entsprechende Gedenktafel enthüllt. In diesem Teil sind das Kommando Streitkräftebasis und Teile des Informations-Kommunikations-Technologie und Cybersicherheitszentrums untergebracht. 2024 wurde die Auflassung des militärischen Teils der Kaserne beschlossen. Im Zuge der vom Bundesministerium für Landesverteidigung geplanten und effizienten Standortentwicklungen im Bereich des Standort Wiens, sollen die vier Hektar Fläche der militärischen Kaserne, welche nicht mehr für militärische Zwecke benötigt werden, an die Bundesimmobiliengesellschaft (BIG) verkauft werden. Als Gründe dafür werden genannt, dass das die im Wesentlichen aus der Monarchie stammenden Bauten unter Denkmalschutz stehen, stark sanierungsbedürftig sind und die vorhandene Fläche nicht mehr erweitert werden kann. Die Mitarbeiterinnen und Mitarbeiter des Bundesheeres sollen mit Ende des Jahres 2024 an neue Standorte übersiedeln.
1957 wurde in dem der Gendarmerie gehörenden Teil die Flugeinsatzstelle des Innenministeriums eingerichtet und ein Hubschrauber stationiert. Zwischen 1982 und 1987 wurde die Flugeinsatzstelle gemeinsam mit einem Wartungsbetrieb neu errichtet. Mit 1. September 2003 übersiedelte das Landesgendarmeriekommando in die niederösterreichische Landeshauptstadt St. Pölten. Neben der Flugpolizei sind heute noch andere Dienststellen des Innenministeriums in der Kaserne eingerichtet, wie das Bundesamt für Korruptionsbekämpfung und Korruptionsprävention (BAK). Auch befindet sich im Kasernengebäude, mit einem separaten Eingang zur Hohenbergstraße, das Stadtpolizeikommando Meidling sowie eine Polizeiinspektion. Im Juli 2021 wurde bekannt, dass das Gelände in Zukunft von der neu geschaffenen Direktion Staatsschutz und Nachrichtendienst (DSN) sowie vom Bundeskriminalamt bezogen werden soll. Die Anlage soll zum Sicherheitszentrum Meidling ausgebaut werden. Es ist eine Übersiedlung von Büros des Innenministeriums aus der Roßauer Kaserne an diesen Standort geplant, wobei die Räume danach vom Verteidigungsministerium, das in dieser Kaserne seinen Sitz hat, verwendet werden können. Dafür benötigte neue Gebäude sollen in den Jahren 2028 bis 2030 fertiggestellt oder adaptiert werden. Im Gegenzug soll die Flugpolizei nach Wiener Neustadt übersiedeln.
Die Kaserne wird im allgemeinen Sprachgebrauch und laut dem an der Frontseite angebrachten Namen heutzutage als Meidlinger Kaserne bezeichnet, wodurch sie aber mit einer anderen, nicht mehr existierenden Kaserne im Südwestteil dieses Gemeindebezirk verwechselbar wird.